# Georgina Nkrumah Aboah
Georgina Nkrumah Aboah (nascida em 2 de junho de 1959) é membro do Parlamento do Gana, representando o círculo eleitoral de Asikuma-Odoben-Brakwa na região Central.

## Vida pessoal
Georgina é casada e tem dois filhos. Ela é cristã (metodista).

## Infância e educação
Georgina nasceu em 2 de junho de 1959 em Breman-Brakwa na região Central.
Ela formou-se na Universidade do Gana em 1990–1992.
Ela frequentou a University of Education, Winneba, em 2000-2008, onde formou-se em Administração Educacional. Ela obteve ainda um mestrado em Orientação e Aconselhamento em 2008–2010.

## Política
Ela é membro do Congresso Democrático Nacional.
Foi também membro do comité de Negócios, Género e Crianças, e Saúde.